# Impulstechnik
Die Impulstechnik als Teilgebiet der Elektrotechnik beschäftigt sich mit der Erzeugung, Formung, Übertragung und Verarbeitung von Strom- und Spannungsimpulsen. Sie ist ein Spezialgebiet der Elektronik und kann als „Bindeglied“ zwischen Analogtechnik und Digitaltechnik betrachtet werden.

## Historisches
Mit der aufkommenden Technik der Elektronenröhren entstanden auch die ersten impulstechnischen Anwendungen. Das waren z. B. die (multistabilen) Kippstufen und ihre Nutzung in Zählern.
Mit der Radar- und Fernsehtechnik erreichte die Impulstechnik ihren Höhepunkt. Wie in allen Gebieten der Elektronik wurde auch hier bald die Elektronenröhre durch den Transistor verdrängt.
Aktuell wird die klassische Impulstechnik in vielen Einsatzgebieten durch ihre moderne Form, die Digitaltechnik, abgelöst. Dabei beschränken sich die Methoden der Impulstechnik nur noch auf die Realisierung der speziellen digitalen Baustufen, wie Logikgatter, Analog-Digital-Umsetzer, Digital-Analog-Umsetzer, Impulsregenerierung und Impulsübertragung.

## Impulse

### Begriffe
Unter einem Impuls versteht man in der Elektrotechnik einen einzelnen zeitlich begrenzten stoßartigen Strom-, Spannungs- oder Leistungsverlauf. Eine sich periodisch wiederholende Impulsfolge wird dagegen als Puls bezeichnet,
Impulse werden grob nach ihrer Form klassifiziert. Man spricht vom Rechteckimpuls, Nadelimpuls, Dreieckimpuls, Glockenimpuls, Wellenpaket usw.

### Kenngrößen
Der ideale Rechteckimpuls ist nicht möglich; seine Form wird bei der Erzeugung und Übertragung verzerrt. Praktisch hat er eine endliche Flankensteilheit (charakterisiert durch die Anstiegs- und Abfallzeit) und zeigt oft ein Überschwingen. Beim Puls kommen als Hauptkenngrößen die Impulsfolgefrequenz und der Tastgrad hinzu. Schwankungen bei den Impulsabständen nennt man Jitter.

### Mathematische Behandlung
Da die aktiven Elemente der Impulstechnik im Wesentlichen nichtlinear sind, gibt es auch keine geschlossene mathematische Methode zu deren Behandlung. Bei der Nutzung von (meist passiven) linearen Bauelementen können allerdings die Theorien der Fourier-Reihen, der Fourier-Transformation und der Laplace-Transformation genutzt werden. Auch die Theorie der Abtastsysteme ist für die Impulstechnik von Nutzen.
Die Ausbreitung von Impulsen entlang elektrischer Leitungen und die dabei auftretenden Reflexionen an den Kabelenden lassen sich mit den Methoden der Leitungstheorie, in einfachen Fällen mit Hilfe eines Impulsfahrplans oder des Bergeron-Verfahrens beschreiben.

## Bauelemente
Einerseits stellt die Impulstechnik sehr hohe Anforderungen an die Bauelemente, denn die Impulse sollen möglichst wenig in ihrer Form verfälscht werden.
Andererseits werden die nichtlinearen Eigenschaften der aktiven Bauelemente für die Erzeugung und Formung von Impulsen bewusst ausgenutzt.
Viele in der analogen Elektronik üblichen passiven und aktiven Bauelemente werden in der Impulstechnik mit einer anderen oder erweiterten Funktionalität eingesetzt:
- Kabel zur Impulserzeugung oder Impulsverzögerung
- Laufzeitketten und Verzögerungsleitungen
- Transistoren in linearen, breitbandigen Impulsverstärkern oder im Schalterbetrieb
- Schalt-Dioden
- Thyristoren
- Impulstransformatoren
- Früher auch Elektronenröhren und Thyratrons

## Baustufen
Impulsgeneratoren dienen zur Erzeugung von Impulsen und Pulsen mit den für die jeweilige Anwendung benötigten Eigenschaften. Nach den sehr unterschiedlichen Funktionsprinzipien zur Erzeugung unterscheidet man beispielsweise:
- Sperrschwinger
- Astabile, monostabile und bistabile Kippstufen
- HF-Impulsgeneratoren auf der Basis von Leitungsreflexionen (z. B. in Radargeräten)

Oft teilt man sie auch nach der erzeugten Impulsform ein:
- Sägezahngeneratoren
- Rechteckgeneratoren
- Dreieck-Generatoren

Baustufen zur Impulsformung setzt man ein, um die Form von Impulsen zu ändern oder wiederherzustellen:
- Begrenzer beschneiden die Signalhöhe und dienen beispielsweise dazu, aus sinusförmigen Signalen rechteckförmige zu machen.
- Klemmschaltungen sind notwendig, um einen (beispielsweise bei einer Übertragung) „verlorenen“ Gleichspannungsanteil wiederherzustellen.
- Schwellenwertschalter (Schmitt-Trigger) formen stetig veränderliche Signale in rechteckförmige um.
- Der Miller-Integrator dient zur Erzeugung linear ansteigender und/oder abfallender Impulse.

Impulsverstärker arbeiten nach zwei wesentlich unterschiedlichen Prinzipien:
- Linearverstärker verstärken einen Impuls ohne seine Form zu verfälschen. Es müssen deshalb Breitbandverstärker sein.
- Schaltverstärker nutzen ihre wesentlichen Nichtlinearitäten (beispielsweise die Sättigung) aus, um die Impulse neu zu formen oder ihre Form zu regenerieren.

Oft werden Impulse ineinander verschachtelt und müssen beim Empfänger wieder mit Hilfe einer Baugruppe zur Impulstrennung getrennt werden. Dazu dienen meist Integrier- und Differenzierglieder in Kombination mit Schwellenwertschaltern.

## Impulsmesstechnik
Impulsgeneratoren gestatten die Bereitstellung (Synthese) von beliebig geformten Impulsen zur Ansteuerung von impulstechnischen Systemen. Das wichtigste Messgerät zur Analyse von Impulsfolgen ist das Oszilloskop, für Einzelimpulse das Speicheroszilloskop. Zur Bestimmung der Impulsparameter verwendet man Spitzenspannungsmesser, Impulsleistungsmesser und Frequenzmesser.
Außerdem stellt die Impulstechnik für andere technische Wissenschaften spezielle Messverfahren zur Verfügung. Typische Beispiele sind Impulszähler, Impulsreflektometer, Echolot und Radar.

## Praktische impulstechnische Systeme
- Telegrafie
- Fernschreibtechnik
- Klassische Telefon-Vermittlungstechnik
- Fernsehtechnik (insbesondere auch der Röhrenmonitor in der Computertechnik)
- Pulsmodulation
- Impulsortung (Radar, Lidar, Sonar)
- Zeitbereichsreflektometrie (TDR)
- Funknavigation
- Fernsteuertechnik
- Pulsdauermodulation
- Schaltnetzteil